# Ermenegildo Sintes
Ermenegildo Sintes (XVIII sec. – XVIII-XIX sec.) è stato un ingegnere italiano.

## Biografia
Allievo di Luigi Vanvitelli, Ermenegildo Sintes fu attivo nella seconda metà del XVIII secolo; a partire dal 1783 si occupò principalmente della ricostruzione della Calabria, devastata in quel periodo da una serie di terremoti. In particolare si occupò, tra l'altro, della ricostruzione della città di Tropea nonché di alcuni interventi relativi al duomo di Gerace, alla cattedrale di Nicotera. Nel 1794 si occupò anche del restauro della chiesa di Santa Caterina, a Davoli. Ebbe un figlio, Gaspare Sintes che seguì il percorso professionale del padre divenendo architetto e firmando alcuni disegni di chiese calabresi.